# پوجا انترتینمنت
پوجا انترتینمنت (انگلیسی: Pooja Entertainment) کمپانی هندی فیلم‌سازی و توزیع فیلم است که در سال ۱۹۸۶ توسط واشو باگنانی بنیان نهاده شد. این کمپانی در شهر بمبئی، مهاراشترا، هند واقع شده‌است. این شرکت به خاطر تولید فیلم‌هایی همچون باربر درجه ۱، همسر شماره ۱، ازدواج شماره ۱ و جوانی جان من معروف است.

## فیلم‌شناسی
برخی از فیلم‌هایی که این شرکت به تولید آن اهتمام ورزیده‌است در ذیل آمده‌است.
- باربر درجه ۱ (۱۹۹۵)
- همسر شماره ۱ (۱۹۹۹)
- ازدواج شماره ۱ (۲۰۰۵)
- خاموشی (۲۰۱۹)
- جوانی جان من (۲۰۲۰)[۲][۳]
- باربر درجه ۱ (۲۰۲۰)[۴]
- عروسک خیمه‌شب‌بازی (۲۰۲۲)[۵]
- مأموریت رانیگانج (۲۰۲۳)
- گاناپات (۲۰۲۳)[۶]